# SIG SG 550
SIG SG 550 là loại súng trường tấn công do hãng chế tạo vũ khí nổi tiếng của Thụy Sĩ là Swiss Arms (tên cũ là GS) phát triển và chế tạo từ năm 1986 tới nay. SG 550 là thiết kế phát triển từ SIG SG 540 vốn ra đời từ thập niên 1970.
SG 550 có cơ chế nạp đạn bằng khí nén kiểu trích khí dài, khóa nòng kín, đa chế độ bắn, sử dụng đạn 5.56×45mm NATO hoặc loại đạn đặc biệt của riêng nó do Thụy Sĩ sản xuất là GP90. Nó có một số phiên bản sau đây:
- SG 551: súng cạc-bin
- SG 552: súng cạc bin nhỏ dùng cho lực lượng đặc nhiệm
- SG 553: phiên bản cải tiến của SG 550
- SG 550 bắn tỉa
- Một số phiên bản dân dụng và thể thao

Tới nay, có khoảng 60 vạn khẩu SG 550 các phiên bản được chế tạo. Có 16 quốc gia chính thức sử dụng SG 550.

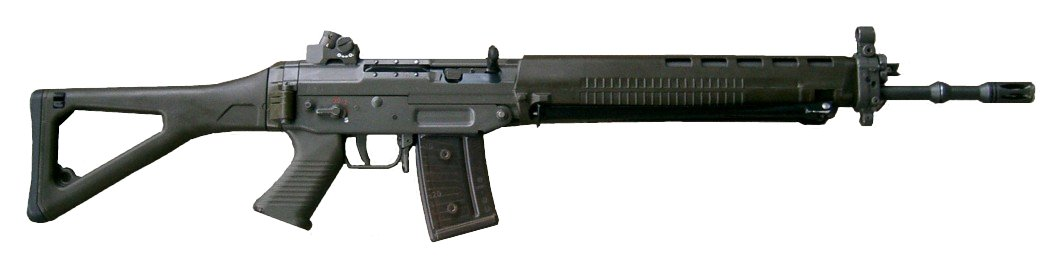
SG 550
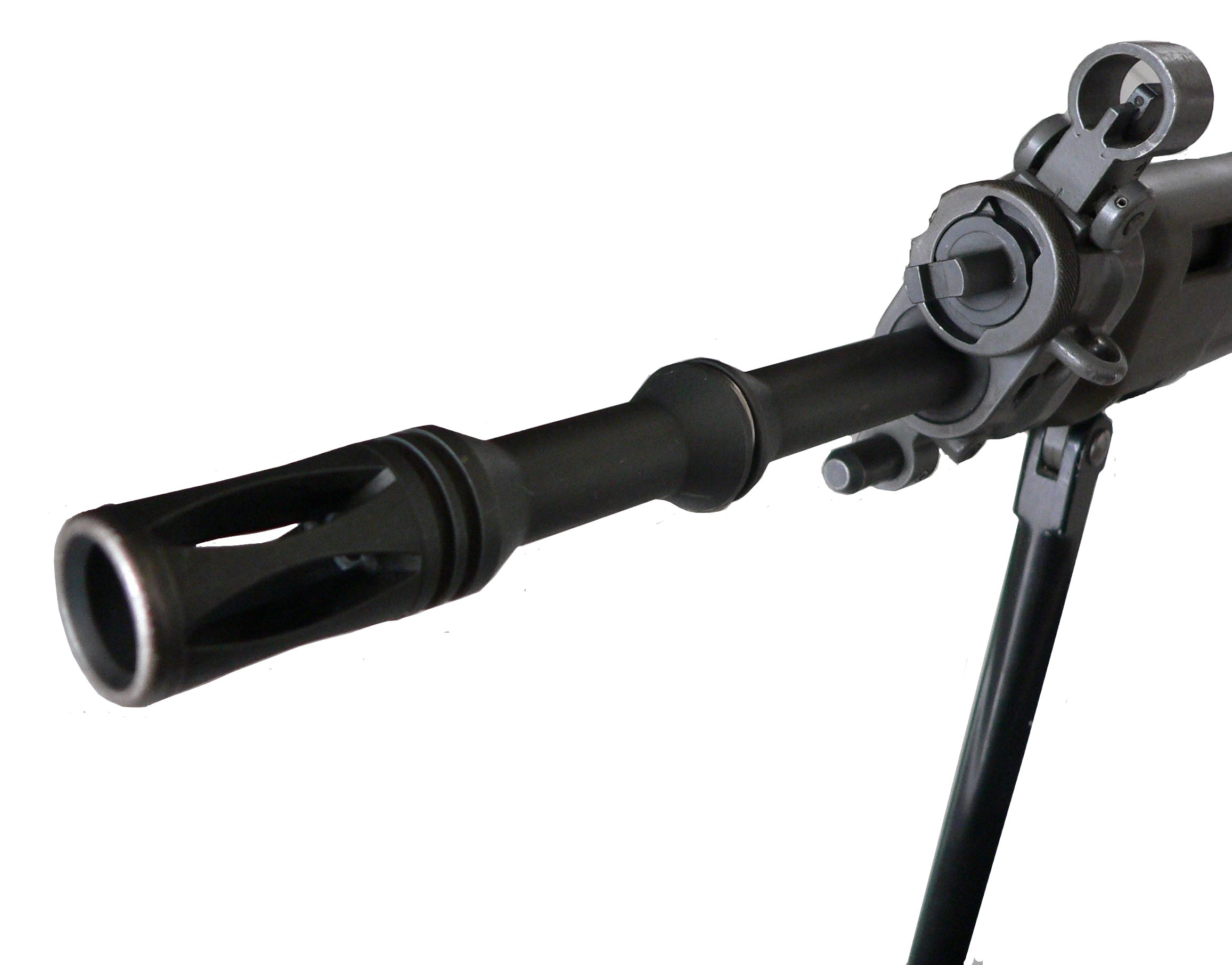
Loa che lửa và bộ phận điều chỉnh áp suất khí nén
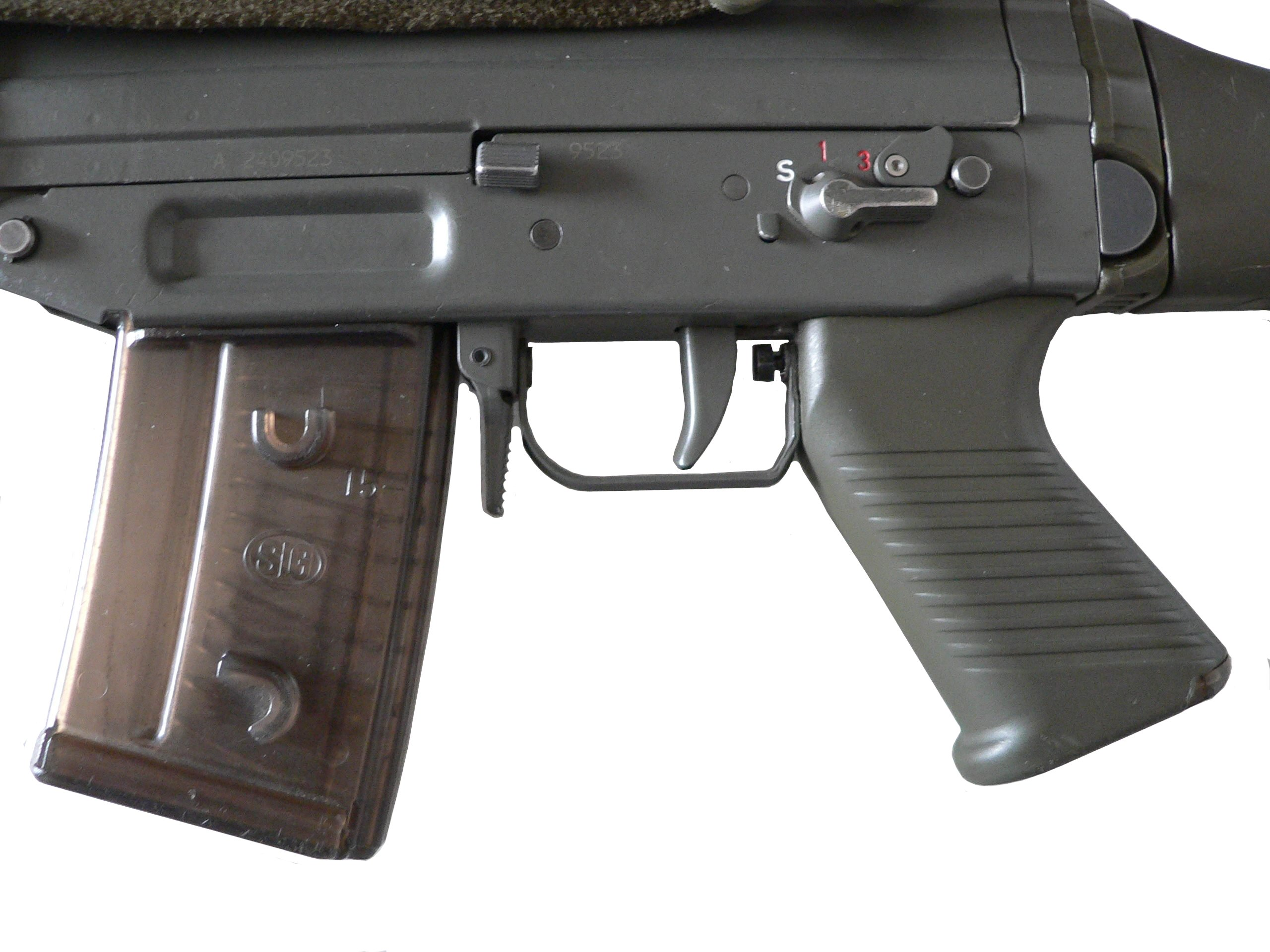
SG 550 có thể lựa chọn các chế độ bắn bán tự động, điểm xạ và tự động
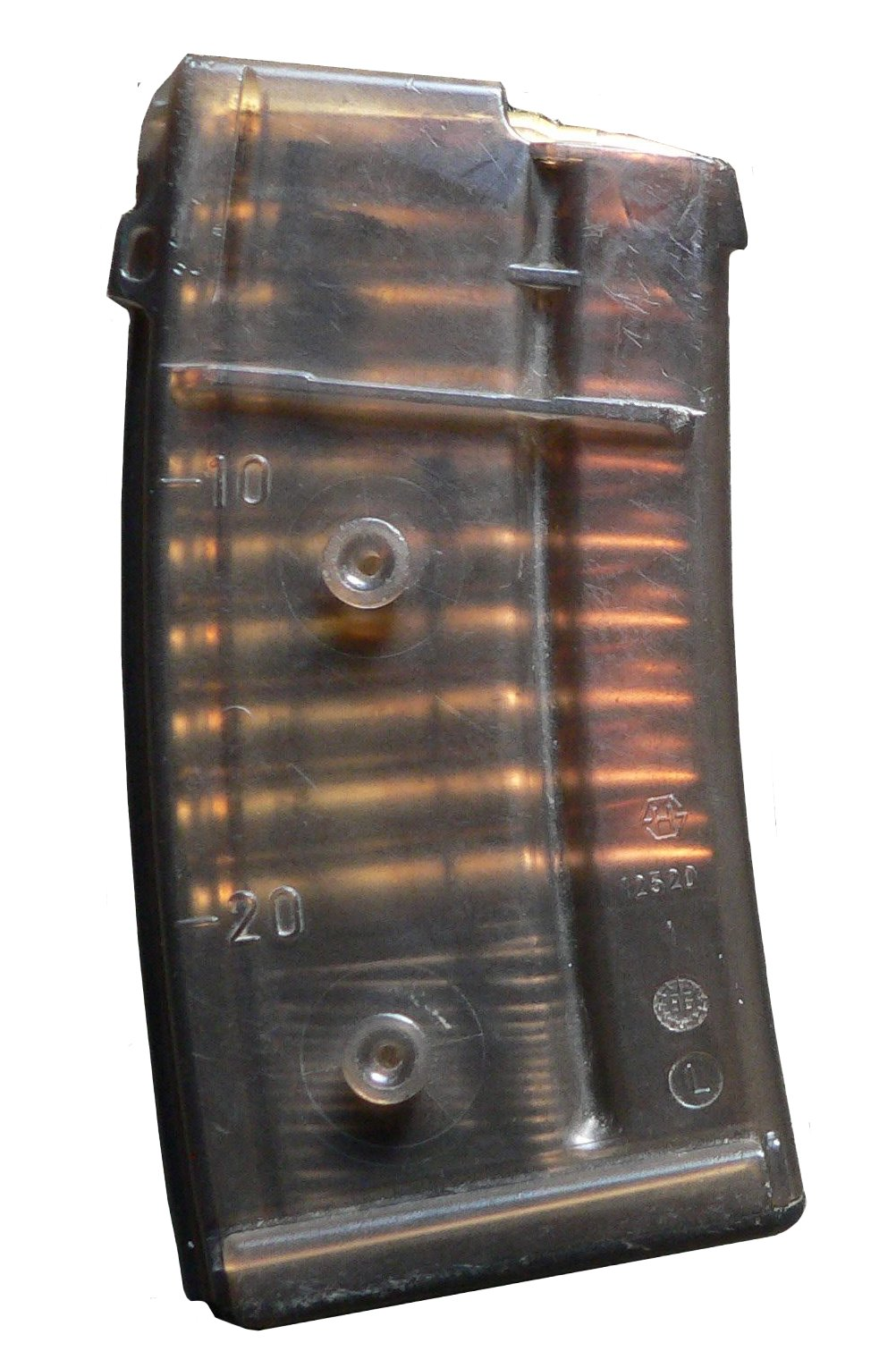
Hộp tiếp đạn bằng nhựa trong chịu lực cho phép chiến sĩ quan sát lượng đạn còn bao nhiêu. Cỡ đạn là 5.56×45mm NATO
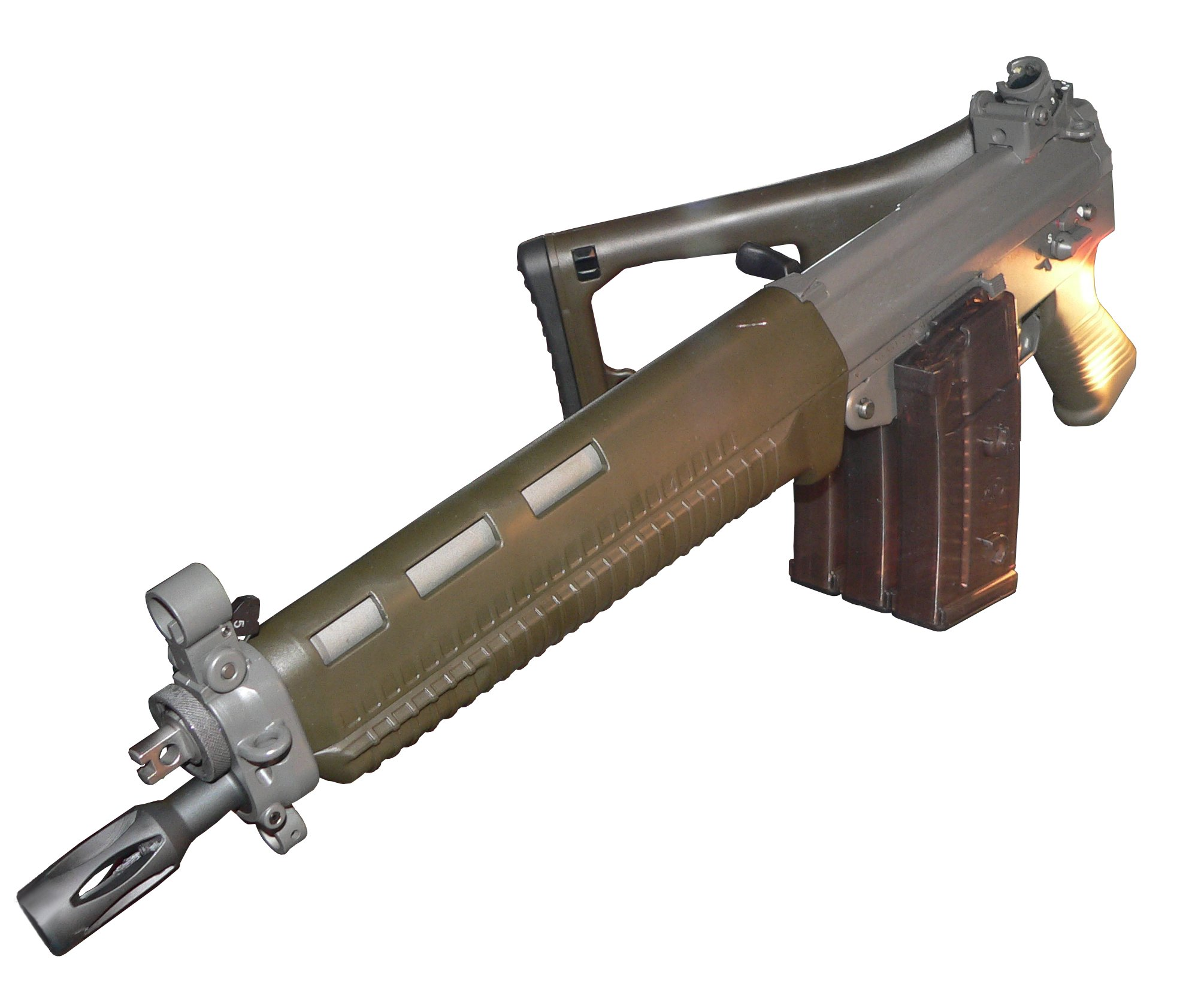
Phiên bản cạc bin SG 551 có báng gập
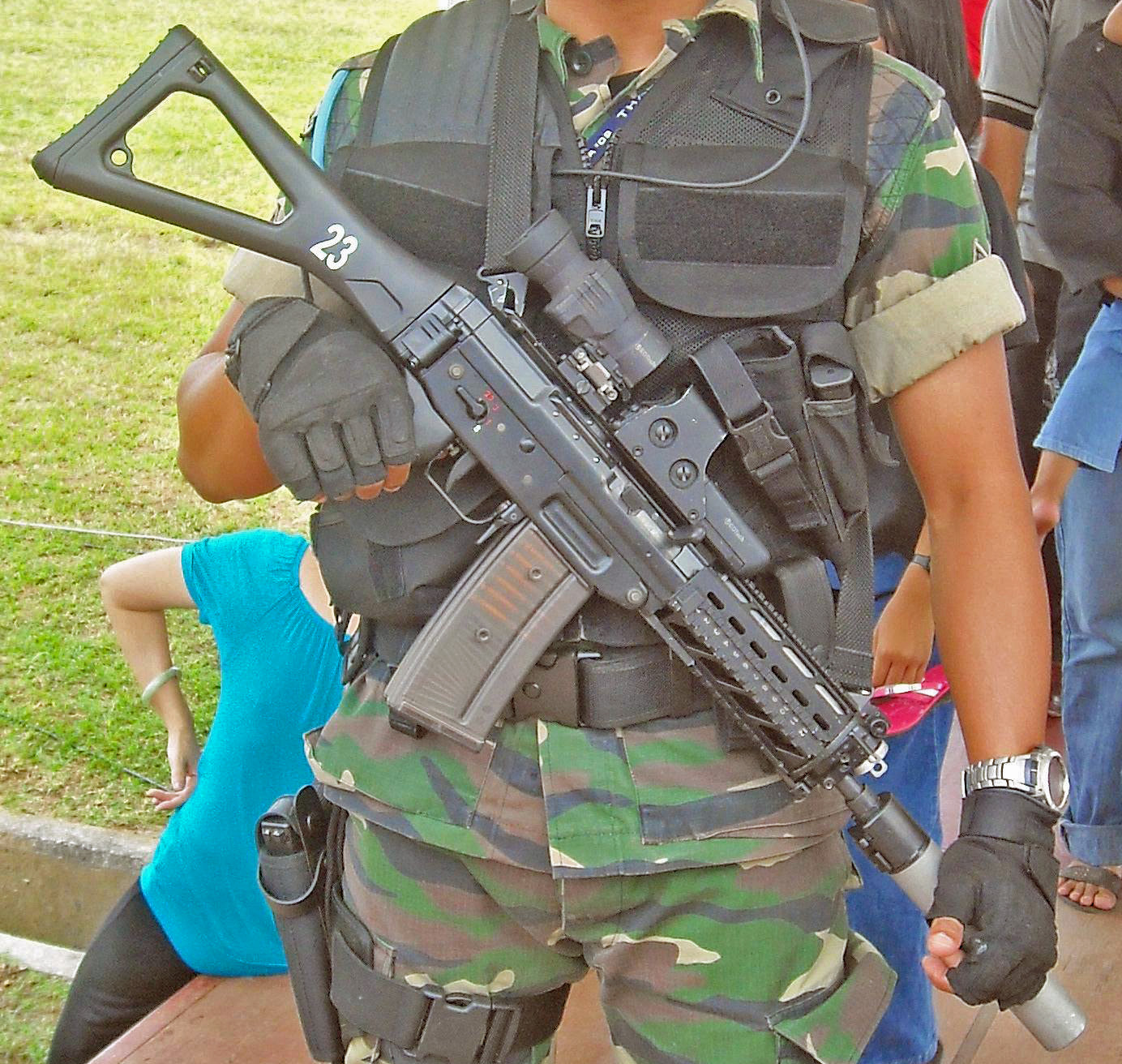
Phiên bản hiện đại hóa SG 553 có khả năng lắp thêm nhiều thiết bị